# Castillo de Kōfu
El castillo de Kōfu (甲府城 Kōfu-jō?) es una fortificación japonesa del siglo XVII en Kōfu, ciudad de la prefectura de Yamanashi. Desde 2019 el castillo ha sido protegido como Lugar Histórico, además de formar parte de la lista de las «100 notables fortalezas de Japón». En la actualidad las estructuras son reconstrucciones y los terrenos se llaman parque Maizuru-jō.

## Historia
Toyotomi Hideyoshi mandó a construir la fortaleza en 1583 después de la derrota por el clan Tokugawa del heredero de Takeda Shingen, Katsuyori, en 1582. Junto al castillo Edo, era la fortificación más fuerte de la región de Kanto. Hasta que Yanagisawa Yoshiyasu se convirtió en señor del castillo también se consideraba que era la residencia del daimyō más cercano al shōgun. Desde 1724 hasta el final del período Edo, el señor feudal del lugar se alternó con alrededor de doscientos señores que tenían el mismo título. Pese a que la región donde se encuentra estuvo gobernada desde hace siglos por el clan Takeda, este complejo no les perteneció, sino que dirigían la provincia desde el castillo de Tsutsujigasaki.

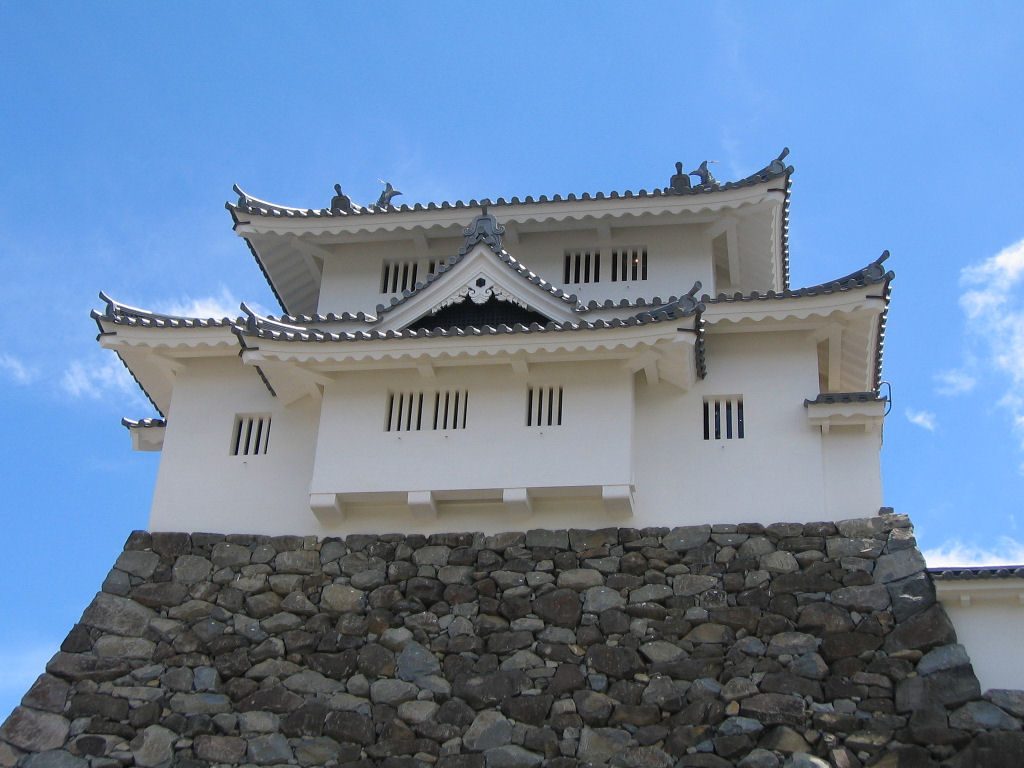
Reconstrucción de la torreta Inari.

Tras un incendio en 1727 y la Restauración Meiji en 1868, con el fin del shogunato Tokugawa, el castillo quedó abandonado y en mal estado. En la actualidad, ciertas partes de la muralla son originales y a lo largo del siglo  se han reconstruido numerosas estructuras con métodos tradicionales, como la yagura Inari y varias puertas. El honmaru (el círculo interior de los muros) quedó inaugurado en 1964 como el parque público Maizuru.